# Hieronymus van Wrocław
Hieronymus (Jerome) van Wrocław (overleden in 1062) was de tweede bisschop van Wrocław. Hij liet op de plek waar nu de Kathedraal van Wrocław staat een houten kerk onder de naam "Hieronymusdom" bouwen. Hieronymus opereerde waarschijnlijk vanuit Ryczyn en niet Wrocław.
Hij nam deel aan de Synode van Pöhlde in 1057.